# Танигути, Хироюки
Хироюки Танигути (яп. 谷口 博之; 27 июня 1985, Йокосука) — японский футболист, полузащитник.

## Клубная карьера
Хироюки Танигути начинал свою карьеру футболиста в клубе «Кавасаки Фронтале» в 2004 году, когда тот выступал во Втором дивизионе Джей-лиги. В сезоне 2006 Танигути забил 13 мячей за «Кавасаки Фронтале» в Джей-лиге 1. С начала 2011 года он выступал за другой клуб Джей-лиги 1 «Иокогама Ф. Маринос». В январе 2013 года Танигути перешёл в «Касиву Рейсол», за которую провёл лишь 8 матчей в Джей-лиге 2013. С января 2014 года он играет за команду Джей-лиги 1 «Саган Тосу», первоначально выступая на правах аренды. В дебютной же игре в рамках лиги за новый клуб Танигути забил гол, укрепив преимущество «Саган Тосу» в домашнем поединке против «Токусимы Вортис».

## Карьера в сборной
Хироюки Танигути был включён в состав олимпийской сборной Японии на футбольной турнир Олимпийских игр 2008 года в Китае. Он провёл на этом соревновании все три матча своей команды, неизменно выходя в основном составе.